# Marjan Sjved
Marjan Sjved (Oekraïens: Мар'ян Швед; Mykolajiv, 16 juli 1997) is een Oekraïens voetballer die sinds 2022 speelt voor FK Sjachtar Donetsk. Shved is een aanvaller.

## Clubcarrière
Sjved genoot zijn jeugdopleiding bij Karpaty Lviv. In het seizoen 2014/15 maakte hij er zijn debuut in het eerste elftal. Zijn officiële debuut kwam er op 1 maart 2015, toen hij in de competitiewedstrijd tegen Metalurg Donetsk meteen 90 minuten mocht meespelen van trainer Igor Jovićević. In zijn zevende profwedstrijd scoorde hij tweemaal in de 4-1-zege tegen Olimpik Donetsk.
In augustus 2015 maakte Sjved de overstap naar Sevilla FC, dat 1 miljoen euro voor hem neertelde. Sjved werd aanvankelijk ondergebracht bij de jeugdelftallen van de club, waarmee hij in het seizoen 2015/16 uitkwam in de UEFA Youth League. Hij speelde dat seizoen ook een wedstrijd voor Sevilla Atlético in de Segunda División B. Door een blessure die hij opliep met de Oekraïënse –21 miste hij quasi het volledige seizoen 2016/17.
In augustus 2017 keerde Sjved op definitieve basis terug naar Karpaty Lviv. In januari 2019 maakte hij opnieuw een buitenlandse transfer, ditmaal naar Celtic FC. In het seizoen 2020/21 werd hij uitgeleend aan KV Mechelen die hem erna finaal overnam.

## Statistieken
| Seizoen                         | Club                | Competitie           | Competitie | Competitie | Play-offs | Play-offs | Beker | Beker | Europa | Europa | Totaal | Totaal |
| Seizoen                         | Club                | Competitie           | Wed.       | Dlp.       | Wed.      | Dlp.      | Wed.  | Dlp.  | Wed.   | Dlp.   | Wed.   | Dlp.   |
| ------------------------------- | ------------------- | -------------------- | ---------- | ---------- | --------- | --------- | ----- | ----- | ------ | ------ | ------ | ------ |
| 2014/15                         | Karpaty Lviv        | Premjer Liha         | 10         | 2          | 0         | 0         | 0     | 0     | —      | —      | 10     | 2      |
| 2015/16                         | Karpaty Lviv        | Premjer Liha         | 2          | 0          | 0         | 0         | 0     | 0     | —      | —      | 2      | 0      |
| 2015/16                         | Sevilla Atlético    | Segunda División B   | 1          | 0          | 0         | 0         | 0     | 0     | —      | —      | 1      | 0      |
| 2016/17                         | Sevilla Atlético    | Segunda División B   | 0          | 0          | 0         | 0         | 0     | 0     | —      | —      | 0      | 0      |
| 2017/18                         | Sevilla Atlético    | Segunda División B   | 0          | 0          | 0         | 0         | 0     | 0     | —      | —      | 0      | 0      |
| 2017/18                         | Karpaty Lviv        | Premjer Liha         | 18         | 6          | 0         | 0         | 0     | 0     | —      | —      | 18     | 6      |
| 2018/19                         | Karpaty Lviv        | Premjer Liha         | 17         | 8          | 0         | 0         | 2     | 1     | —      | —      | 19     | 9      |
| 2018/19                         | Celtic FC           | Scottish Premiership | 0          | 0          | 0         | 0         | 0     | 0     | —      | —      | 0      | 0      |
| 2018/19                         | → Karpaty Lviv      | Premjer Liha         | 7          | 6          | 0         | 0         | 0     | 0     | —      | —      | 7      | 6      |
| 2019/20                         | Celtic FC           | Scottish Premiership | 1          | 0          | 0         | 0         | 1     | 0     | 1      | 1      | 3      | 1      |
| 2020/21                         | → KV Mechelen       | Eerste klasse A      | 18         | 3          | 5         | 1         | 2     | 1     | —      | —      | 26     | 5      |
| 2021/22                         | KV Mechelen         | Eerste klasse A      | 26         | 2          | 6         | 0         | 3     | 1     | —      | —      | 35     | 3      |
| 2022/23                         | KV Mechelen         | Eerste klasse A      | 3          | 0          | 0         | 0         | 0     | 0     | —      | —      | 3      | 0      |
| 2022/23                         | FK Sjachtar Donetsk | Premjer Liha         | 10         | 2          | —         | —         | 1     | 0     | 4      | 2      | 15     | 4      |
| 2023/24                         | FK Sjachtar Donetsk | Premjer Liha         | 13         | 3          | —         | —         | 2     | 0     | 11     | 0      | 26     | 3      |
| 2024/25                         | FK Sjachtar Donetsk | Premjer Liha         | 3          | 0          | —         | —         | 0     | 0     | 0      | 0      | 3      | 0      |
| Carrière totaal                 | Carrière totaal     | Carrière totaal      | 127        | 32         | 11        | 1         | 11    | 3     | 16     | 3      | 165    | 39     |
| Bijgewerkt op 30 november 2024. |                     |                      |            |            |           |           |       |       |        |        |        |        |

## Interlandcarrière
Sjved maakte op 20 november 2018 zijn debuut voor Oekraïne tijdens een vriendschappelijke interland tegen Turkije (0-0), waarin hij na 77 minuten inviel voor Viktor Tsihankov.
2 Traoré ·
4 Franjić ·
5 Bondar ·
6 Stepanenko  ·
7 Eguinaldo ·
8 Kryskiv ·
9 Sjved ·
10 Soedakov ·
11 Zoebkov ·
12 Puzankov ·
13 Pedrinho ·
14 Sikan ·
16 Azarovi ·
17 Tobias ·
18 Ghram ·
20 Hloesjtsjenko ·
21 Bondarenko ·
22 Matvijenko ·
24 Tsoekanov ·
26 Konoplja ·
29 Nazaryna ·
30 Gomes ·
31 Riznyk ·
37 Kevin ·
38 Pedrinho ·
39 Newerton ·
48 Tvardovskyj ·
72 Fesjoen ·
74 Faryna ·
Coach: Pusic
· Assistent-coach: Stanić
· Assistent-coach: Van der Weerden
· Keeperstrainer: Van der Gouw
· Keeperstrainer: Pjatov